# Йондок
Йондок (кор. 영덕군?, 盈德郡? ёндоккун «уезд Йондок»), Йондо́к-гун — уезд в провинции Кёнсан-Пукто, Южная Корея.

## География
Йондок — приморский уезд. Расположен в основном на равнинной территории, на которой можно заниматься сельским хозяйством. В западной части уезда местность более гористая, здесь ландшафт сформирован восточными отрогами горного хребта Собэксан. На севере Йондок граничит с уездом Ульджин, на северо-западе — с уездом Йонъян, на юго-западе и западе — с уездом Чхонсон и на юге — с городом Пхохан.

## Экономика
Экономика Йондока исторически зависела от моря. Рыболовство всегда являлось важнейшей отраслью экономики региона. Особенно знаменит Йондок добычей снежного краба. Другая важная отрасль экономики Йондока — сельское хозяйство. В уезде выращивают фрукты (в основном виноград и персики) и рис.
В начале XXI века в Йондоке развивается также электроэнергетика, в частности в уезде планируется построить одну из крупнейших ветряных электростанций в регионе.

## Административное деление
Уезд разделён на 1 ып и 8 мёнов
- Йондогып
- Кангумён
- Намджонмён
- Тальсанмён
- Чипхуммён
- Чхуксанмён
- Йонхэмён
- Пёнгонмён
- Чхансумён

## Культура
Культурная жизнь в уезде представлена прежде всего различными проводящимися здесь фестивалями, которые включают:
- Фестиваль восхода солнца — проходит каждый год в новогоднюю ночь в Самсари. Главное действо включает сжигание соломенного чучела, олицетворяющего старый год и встречу первого в году солнца, считающегося символом обновления.
- Фестиваль снежного краба — проходит в течение пяти дней начиная со второго уик-энда апреля. Во время фестиваля проводятся кулинарные конкурсы, гонки на рыбацких лодках, а также крупнейшие распродажи снежного краба и других морских деликатесов.
- Летний пляжный фестиваль — проходит ежегодно в последнюю субботу июля. Проводятся конкурсы скульптур из песка и соревнование по корейской народной борьбе ссирым.
- Культурный фестиваль 1 марта — проводится в память Движения 1 марта, боровшегося за независимость Кореи от Японии в начале XX века. В рамках фестиваля проводится факельное шествие и патриотические театрализованные представления.

## Туризм и достопримечательности
Главные достопримечательности и места отдыха в Йондоке включают:
- Парк восхода солнца — расположен на берегу Японского моря. Название парку дано из-за того, что он разбит на восточном побережье Корейского полуострова и отсюда открываются красивые виды на восход солнца.
- Морской парк Самса — расположен в местечке Самсари, входящем в территорию уезда. Знаменит своими смотровыми площадками, с которых открывается живописный вид на восточное побережье Южной Кореи.
- Музей окаменелостей Кёнбо — был открыт в 1996 году. Экспозиция музея насчитывает около 2000 образцов. Этот музей первый и крупнейший в стране в своём роде.
- Место рождения генерала Син Дольсока. Син Дольсок — предводитель народного ополчения, боровшийся в начале XX века с японцами за независимость Кореи.

## Символы
Йондок имеет несколько различных символов. В отличие от большинства других городов и уездов Южной Кореи, у него нет официальных цветка, животного и дерева, однако есть несколько официальных персонажей маскотов:
- Снежные крабы Кини и Тори — одни из талисманов уезда. Символизирует энтузиазм и теплоту сердец жителей Йондока.
- Токсунги и Ёнбоги — персонажи, представляющие собой плоды персика. Цвет персика символизирует гостеприимность Йондока.
- Снежный краб в разноцветной куртке — символизирует красоту и шарм Южной Кореи.
- Генерал Син Дольсок — предводитель народного ополчения времён позднего Чосона также является одним из символов уезда, символизирующим железную волю и силу жителей Йондока.